# 1643 en science
| Années de la science : 1640 - 1641 - 1642 - 1643 - 1644 - 1645 - 1646    |
| Décennies de la science : 1610 - 1620 - 1630 - 1640 - 1650 - 1660 - 1670 |

Cet article présente les faits marquants de l'année 1643 en science.

## Événements

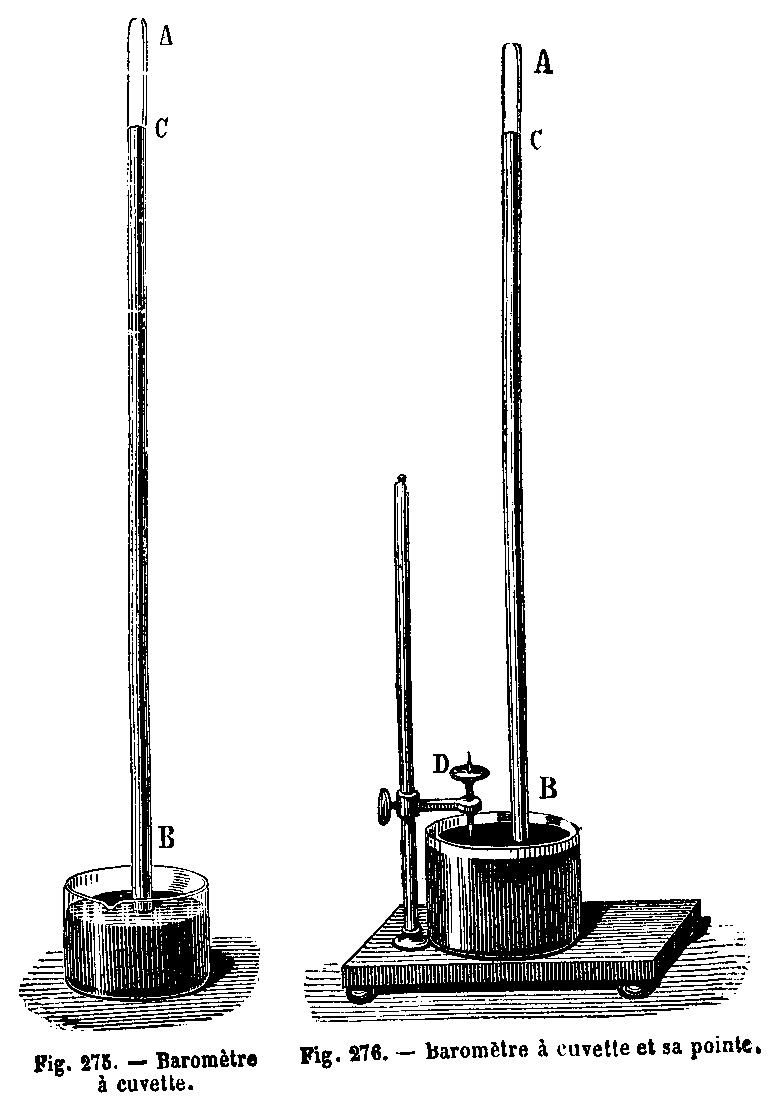
Le baromètre à mercure de Torricelli, gravure tirée d'un livre de Camille Flammarion (1923).

- 21 janvier : Abel Tasman découvre l'archipel des Tonga][1].
- 6 février : Abel Tasman découvre les îles Fidji[1].
- 25 décembre : le navigateur anglais William Mynors découvre l'île Christmas[2].

- Godefroy Wendelin montre que la troisième loi de Kepler s'applique aux satellites de Jupiter[3].

- Evangelista Torricelli invente le  baromètre à mercure[4].

## Publications
- Jacques Aleaume : La perspective spéculative et pratique. De l'invention du Seigneur feu Aleaume, ingénieur du roy où sont enseignés les fondements de cet art et de tout ce qui a été enseigné jusqu'à présent. Ensemble la manière universelle de la pratiquer non seulement sans plan géométral, sans tiers point dedans ni dehors le champ du tableau. Mais encore par le moyen de la ligne communément appelé horizontale, livre posthume, mise à jour par Estienne Mignon et édité par Tavernier en 1643 ;
- Giovanni Camillo Glorioso : Responsio ad scholium Fortunii Liceti.
- Traité d’Hydrographie de Georges Fournier.

## Naissances
- 4 janvier : Sir Isaac Newton (mort en 1727), physicien anglais.

## Décès

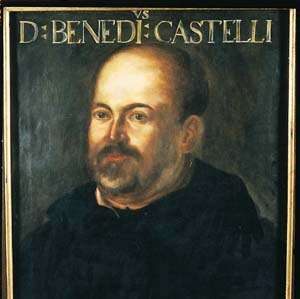
Benedetto Castelli

- 8 janvier : Giovanni Camillo Glorioso (né en 1572), mathématicien et astronome italien.
- 1er mars : Pierre Hérigone (né en 1580), mathématicien et astronome français.
- 9 avril : Benedetto Castelli (né en 1577), moine bénédictin, mathématicien et physicien italien.
- 22 août : Johann Georg Wirsung (né en 1589), anatomiste allemand.
- 3 novembre :
  - John Bainbridge (né en 1582), astronome anglais.
  - Paul Guldin (né en 1577), mathématicien et astronome suisse.

- Gasparo Berti (né en 1600), physicien et astronome italien.
- Sophia Brahe (née en 1556), sœur et assistante de Tycho Brahe.
- Walter Warner (né en 1563), mathématicien et scientifique anglais.